# Война за независимость Гвинеи-Бисау
Война за независимость Гвинеи-Бисау — вооружённый конфликт и национально-освободительная борьба в Гвинее-Бисау   против Португалии между 1963 и 1974 годами, приведшие к независимости Гвинеи-Бисау, а год спустя — и Кабо-Верде. Часть Колониальной войны Португалии.

## Предыстория
Португальская Гвинея (а также архипелаг Кабо-Верде) была занята португальцами с 1446 года и была крупным торговым форпостом по поставке в метрополию местных товаров и африканских рабов. При этом вплоть до второй половины XIX века португальцы не полностью контролировали эти территории. Отдельные вооружённые столкновения с местными племенами продолжались в начале XX века, и острова Бижагош были усмирены лишь к 1936 году. В 1952 году Гвинея-Бисау была объявлена заморской провинцией Португалии.
Несмотря на непрекращавшееся сопротивление гвинейцев португальским властям, первая националистическая организация была создана лишь в 1956 году, когда Амилкар Кабрал и Рафаэл Барбоза основали Африканскую партии независимости Гвинеи и Кабо-Верде (ПАИГК).
Первым крупным актом ПАИГК была забастовка докеров в Бисау 3 августа 1959 года, силой подавленная полицией. В ходе подавления забастовки более 50 человек погибли, этот инцидент стал известен как «Резня Пиджигити», что привело к существенному подъёму популярности ПАИГК среди мирных жителей.
К 1960 году было принято решение о переносе штаб-квартиры ПАИГК в Конакри в соседней Гвинее в целях подготовки к вооружённой борьбе. 18 апреля 1961 года ПАИГК вместе с мозамбикской ФРЕЛИМО Мозамбика, ангольской МПЛА и МЛСТП из Сан-Томе и Принсипи сформировала Конференцию националистических организаций португальских колоний (КОНСП) во время конференции в Марокко. Основная цель организации состояла в сотрудничестве в различных сферах национально-освободительного движения в португальских колониях.

## Португальские колониальные войска и ПАИГК

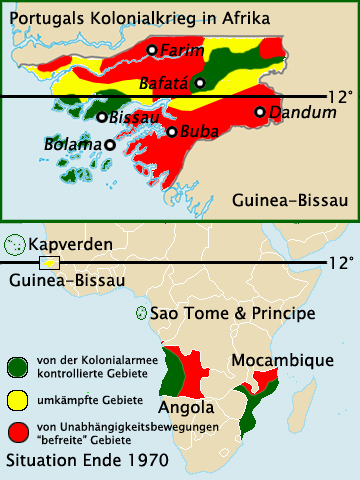
Карта территорий, подконтрольных португальцам (зеленым), повстанцам (красным) и спорных (желтым) (1970)

Войну в Гвинее-Бисау неофициально прозвали «португальским Вьетнамом». Бойцы ПАИГК были хорошо обучены, дисциплинированы и получали существенную поддержку из безопасных убежищ в соседних странах, таких как Сенегал и Гвинея. В джунглях Гвинеи португальцы оказывались беспомощны против хорошо знающих местность и приспособленных к войне в тропиках повстанцев.
Открытые военные действия начались в январе 1963 года, когда боевики ПАИГК напали на португальский гарнизон в Тите, недалеко от реки Корубла, к югу от Бисау. Похожие партизанские вылазки быстро распространились по всей колонии, в основном на юге страны. В 1965 году война распространилась на восточную часть страны. В том же году ПАИГК активизировала свои атаки в северной части страны, где действовал не слишком многочисленный Фронт за освобождение и независимость Гвинеи (ФЛИНГ). К этому времени ПАИГК во главе с Амилкаром Кабралом стал открыто получать военную поддержку от Китая, Кубы и Советского Союза.

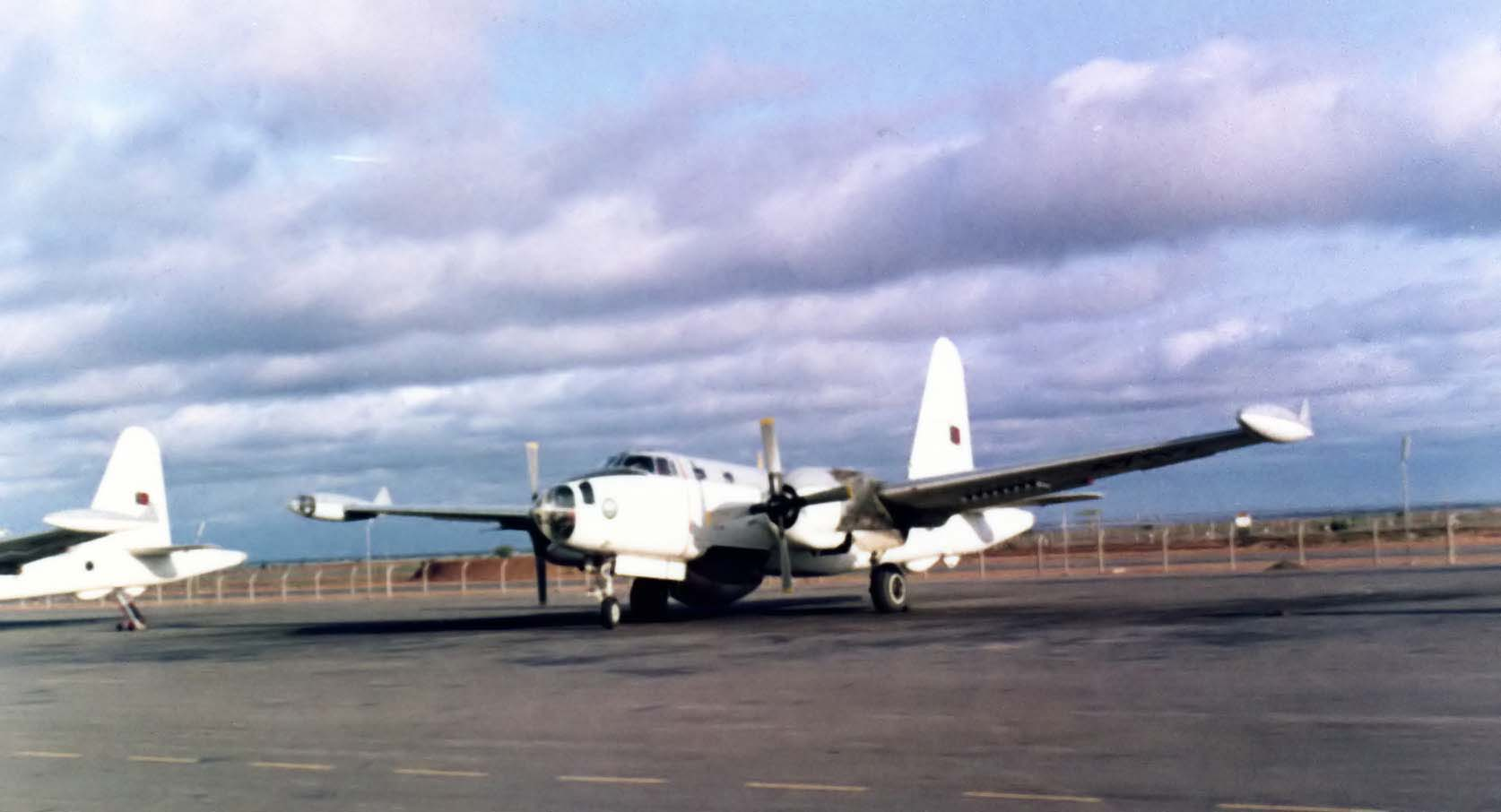
Португальские самолеты Lockheed P-2 Neptune в Гвинее-Бисау

Успехи ПАИГК вынудили португальский Генеральный штаб создать Exército Português do Ultramar — Португальские вооружённые силы за рубежом — и развернуть их в Гвинее для обороны территорий и городов. В отличие от Анголы и Мозамбика, где португальская тактика по борьбе с повстанцами оказалась довольно эффективной, в Гвинее оборонительные операции, когда солдаты были рассеяны в небольших количествах для защиты критически важных зданий, ферм или инфраструктуры, только вредили организации обороны и делали уязвимыми для нападения партизан объекты за пределами населённых пунктов силами ПАИГК.
Кроме того, португальцы были деморализованы устойчивым ростом симпатий населения к ПАИГК. В сравнительно короткое время повстанцам удалось сократить португальский военный и административный контроль в стране до сравнительно небольшой территории. Этому способствовали и местные жители, которые после прихода ПАИГК освобождались от необходимости уплаты долгов португальским землевладельцам, а также налогов колониальной администрации. На занятых территориях повстанцы запретили хождение португальской валюты эскудо и создавали собственную администрацию.
К 1967 году ПАИГК провела 147 атак на португальские казармы и армейские базы и контролировала 2/3 Португальской Гвинеи. В следующем году Португалия начала новую кампанию против партизан с приходом нового губернатора колонии, генерала Антониу ди Спинолы. Генерал Спинола инициировал ряд гражданских и военных реформ, направленных в первую очередь на сдерживание ПАИГК и вытеснение повстанцев на восток, в джунгли. Он провёл пропагандистскую кампанию, чтобы завоевать доверие коренного населения, попытавшись устранить некоторые дискриминационные практики в отношении аборигенов Гвинеи. Спинола также начал массовое строительство в рамках общественных работ, включая постройку новых школ, больниц, улучшение телекоммуникаций и дорог, и значительное увеличение набора аборигенов Гвинеи в португальские вооружённые силы.

### «Африканизация» конфликта
До 1960 года португальские вооруженные силы в Гвинее были составлены по следующему принципу: белые офицеры, мулаты на должностях среднего и младшего командного состава и рядовые коренные африканцы (indigenato). Эта дискриминация была устранена в рамках политики африканизации генерала Спинолы, который призвал местное население активно поступать на службу в армию. Были сформированы два специальных африканских подразделения для борьбы с повстанцами из коренных африканцев. Был сформирован батальон ''Командуш африкануш'' (Comandos Africanos), состоявший полностью из чернокожих солдат (в том числе и офицеров). Далее был образован батальон морской пехоты (Fuzileiros Especiais Africanos) из чернокожих солдат. Эти подразделения были использованы в ходе операций в прибрежных районах Гвинеи. В начале 1970-х годов вырос процент гвинейцев среди офицеров в португальских вооруженных силах в Африке, в примеру, капитан (позднее подполковник) Марселину да Мата, чернокожий абориген, сделал карьеру от сержанта в дорожно-инженерном подразделении до командира Comandos Africanos.

### Тактические изменения

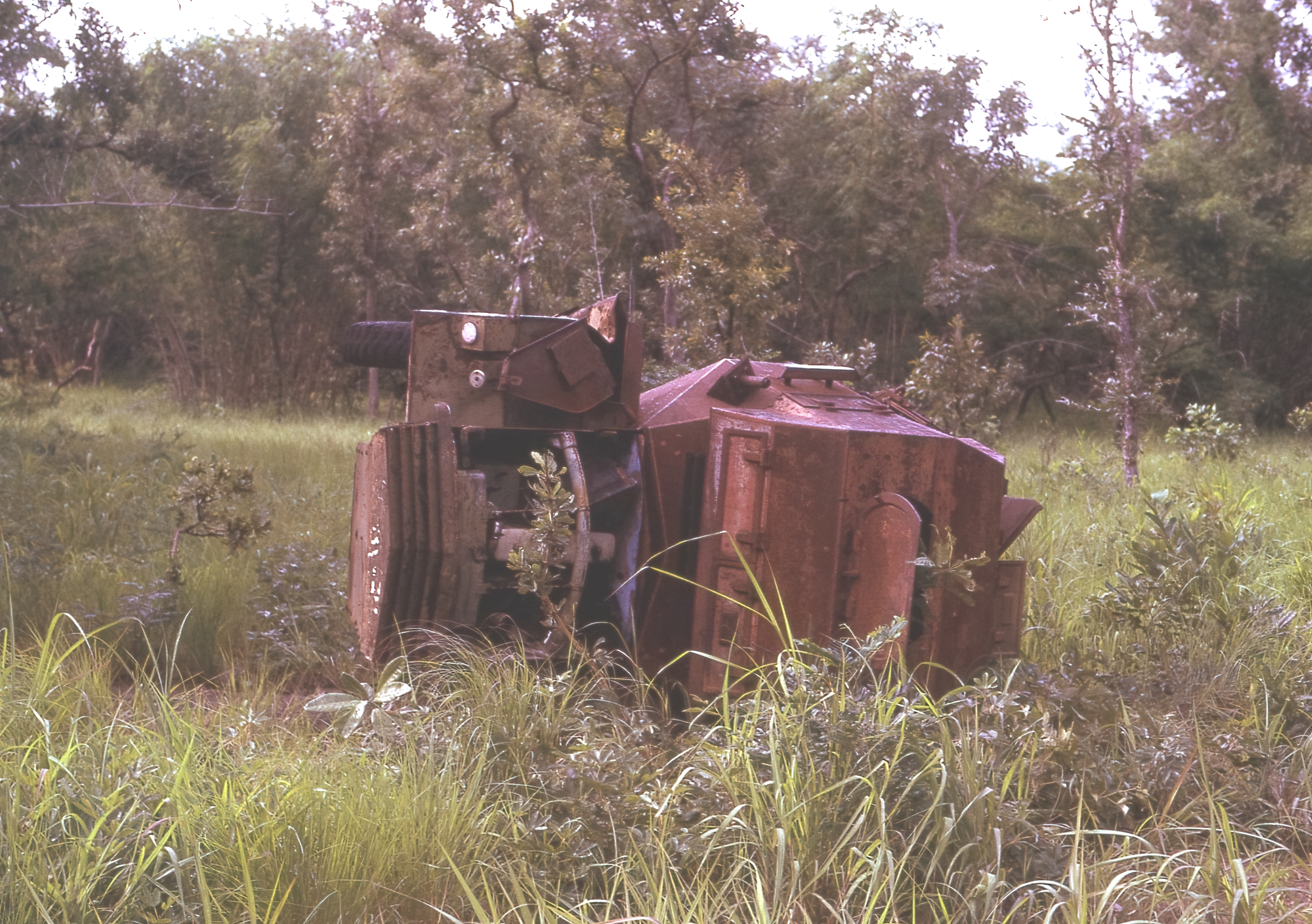
Сожженный португальский военный джип в Гвинее-Бисау

Военные тактические реформы Спинолы включили также новые военно-морские десантные операции, позволявшие избежать перемещения солдат по болотистым местам и джунглям. К этим операциям привлекались Destacamentos de Fuzileiros Especiais (ДФЕ) — особые морские десантные отряды, оснащенные винтовками М/961 (G3), 37-мм гранатометами и ручными пулеметами Heckler & Koch HK21.
Между 1968 и 1972 годами португальские войска увеличили количество своих наступательных операций в виде рейдов на контролируемые ПАИГК территории. В это время португальские войска также начали использовать нестандартные средства противодействия повстанцам, в том числе и нападения на политические структуры националистического движения. Эта стратегия завершилась убийством Амилкара Кабрала 20 января 1973 года. Однако ПАИГК не распалась со смертью своего лидера, а наоборот, стала наращивать силы и усиливать давление на португальские силы обороны.
В 1970 году Военно-воздушные силы Португалии (ФАП) начали использовать тактику, похожую на тактику США во Вьетнаме: они поджигали напалмом джунгли, чтобы выманить повстанцев из убежищ. В попытке пресечь помощь ПАИГК из соседней Гвинейской Республики Португалия 22 ноября 1970 года начала Operação Mar Verde — Операцию «Зелёное Море» — по свержению Ахмеда Секу Туре, лидера Гвинеи и союзника ПАИГК, и перерезанию путей снабжения повстанцев. В ходе операции был предпринят смелый рейд на Конакри, в штаб-квартиру ПАИГК, — 220 португальских десантников и 200 местных противников Секу Туре напали на город.
Попытка государственного переворота провалилась, хотя португальцы сумели уничтожить несколько кораблей ПАИГК, а ВВС Португалии вывезли всех 26 португальских военнопленных. Одним из непосредственных результатов операции стала лишь эскалация конфликта, в него включились Алжир и Нигерия, а также Советский Союз, который направил военные корабли в регион, рассчитывая тем самым предотвратить будущие португальские десанты на территории Гвинейской Республики. ООН приняла ряд резолюций, осуждающих все португальские трансграничные нападения в Гвинее.
После 1968 года силы ПАИГК все чаще были оснащены современным советским оружием и оборудованием, в первую очередь переносными комплексами Стрела-2, радарами и даже самолётами Ил-14. Это оружие подорвало португальское воздушное превосходство, предотвратив дальнейшие атаки с воздуха на контролируемые повстанцами территории. К 1970 году определённое количество бойцов ПАИГК даже прошли обучение в Советском Союзе и научились управлять советскими истребителями, кораблями-амфибиями и БТР.

### Убийство Амилкара Кабрала
В рамках усилий по подрыву организационной структуры ПАИГК Португалия пытались в течение нескольких лет захватить Амилкара Кабрала. После провала операции по его захвату в 1970 году португальцы начали засылать агентов в ПАИГК, чтобы устранить Кабрала. Заговор возглавили Мамаду Туре (бывший член руководства ПАИГК, агент ПИДЕ) и Иносенсио Кани (бывший командующий военно-морскими силами ПАИГК, недовольный своим отстранением от должности). 20 января 1973 года в Конакри Кани и его сообщники застрелили Кабрала. Убийство произошло менее чем за 15 месяцев до окончания военных действий.

## Иностранная помощь повстанцам
Помощь восставшим оказала Куба: в период с февраля 1967 года до конца 1968 года на стороне ПАИГК воевал отряд из 60 кубинских добровольцев. Руководитель кубинской военной миссии Виктор Дреке консультировал Амилкара Кабрала.

## Конец португальского владычества в Гвинее
25 апреля 1974 года в Португалии вспыхнула Революция гвоздик, свергнувшая диктатуру Марселу Каэтану. Новое правительство, в которое вошёл и генерал Спинола, немедленно заявило о прекращении огня и начало переговоры с лидерами ПАИГК.

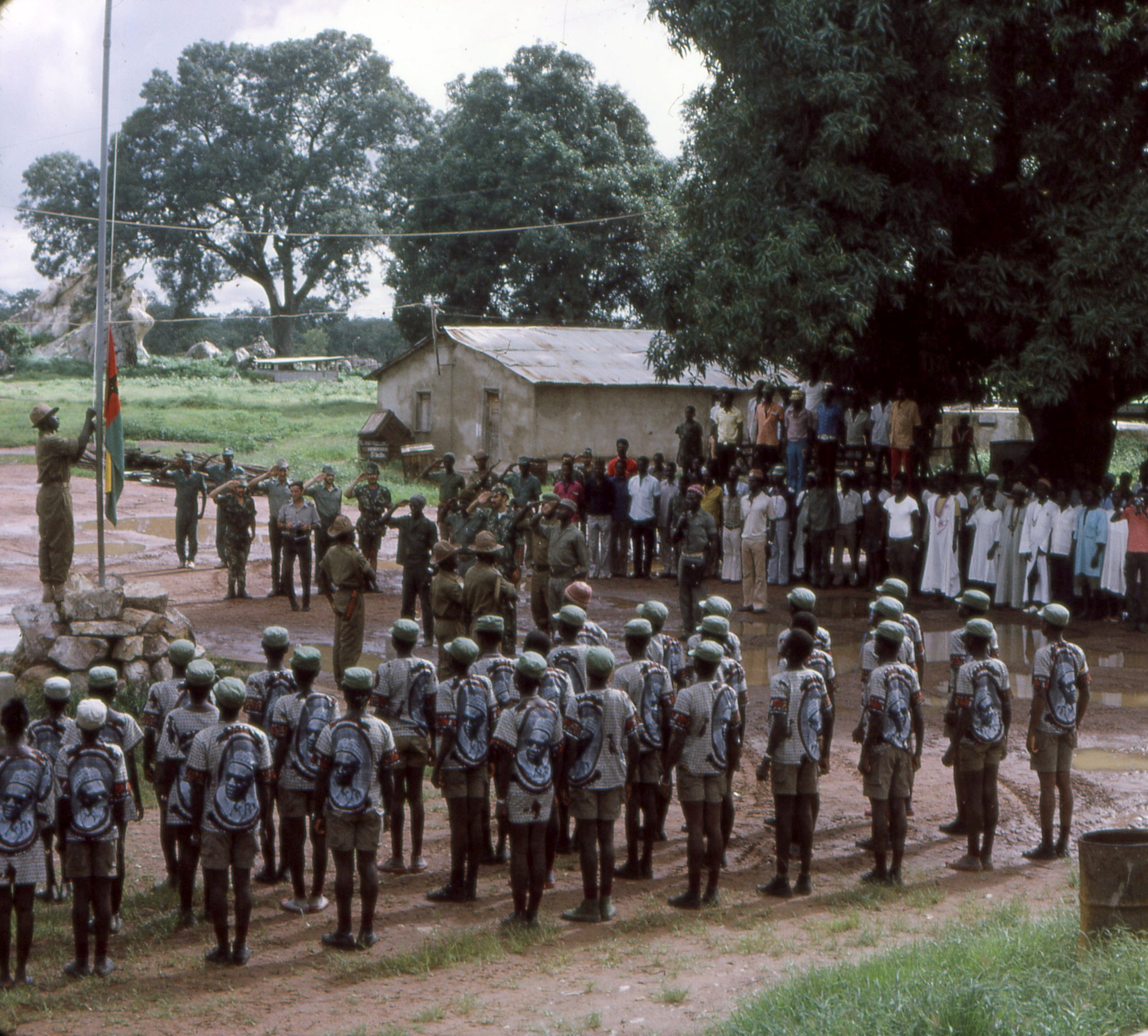
Бойцы ПАИГК поднимают новый флаг Гвинеи-Бисау в 1974 году

26 августа 1974 года, после серии дипломатических встреч, Португалия и ПАИГК подписали соглашение в Алжире, по которому Португалия согласилась вывести все войска из Гвинеи-Бисау к концу октября и официально признать правительство Гвинеи-Бисау.

### Независимость и репрессии
Португалия предоставила Гвинее-Бисау полную независимость 10 сентября 1974 года, после одиннадцати с половиной лет вооружённого конфликта. С объявлением независимости ПАИГК быстро распространил свой контроль на всю территорию страны. Сформированное однопартийное государство возглавил Луиш Кабрал, сводный брат Амилкара.
Африканцам, служившим в португальских войсках, был предоставлен выбор — либо покинуть страну со своими семьями и имуществом, либо присоединиться к армии ПАИГК. В общей сложности 7447 чернокожих солдат, которые служили в португальских ''Командуш африкануш'', решили не присоединяться к новой правящей партии и были казнены после того, как португальские войска прекратили военные действия.